# Lituania en los Juegos Olímpicos de Atenas 2004
Lituania estuvo representada en los Juegos Olímpicos de Atenas 2004 por un total de 59 deportistas que compitieron en 13 deportes.  
El portador de la bandera en la ceremonia de apertura fue el jugador de baloncesto Saulius Štombergas.

## Medallistas
El equipo olímpico lituano obtuvo las siguientes medallas:
| Nombre                 | Deporte           | Competición  |
| ---------------------- | ----------------- | ------------ |
| Oro                    |                   |              |
| Virgilijus Alekna      | Atletismo         | Disco M      |
| Plata                  |                   |              |
| Austra Skujytė         | Atletismo         | Heptatlón F  |
| Andrejus Zadneprovskis | Pentatlón moderno | Individual M |
| Bronce                 |                   |              |
| —                      |                   |              |